# 口田村
口田村（くちたむら）は、広島県安佐郡にあった村。現在の広島市安佐北区の一部にあたる。

## 地理
二ケ城山の西方、太田川の左岸に位置していた。

## 歴史
- 1889年（明治22年）4月1日、町村制の施行により、高宮郡矢口村、小田村が合併して村制施行し、口田村が発足[1][2]。旧村名を継承した矢口、小田の2大字を編成[2]。
- 1898年（明治31年）10月1日、郡の統合により安佐郡に所属[1][2]。
- 1955年（昭和30年）3月31日、安佐郡深川村、狩小川村、落合村と合併し、町制施行し高陽町を新設して廃止された[1][2]。

### 地名の由来
合併村名の各一文字を組み合わせたもの。

## 産業
- 農業、蔬菜類、柿、清酒醸造[2]

## 交通

### 鉄道
- 1915年（大正4年）芸備鉄道（現芸備線）広島～志和地間開通、安芸矢口駅開設[2]。